# Love in the Time of Cholera
Love in The Time of Colera è un EP della cantante e ballerina Shakira. Il disco contiene tre brani brani interpretati da Shakira all'interno della colonna sonora del film L'amore ai tempi del colera: gli inediti Hay amores (estratto come singolo) e Despedida e Pienso en ti, brano contenuto nel terzo album dell'artista (ma primo di vero successo) Pies descalzos. L'EP non è stato pubblicato fisicamente ma solo su iTunes.

## Tracce
1. Hay amores – 3:18 (Shakira, Pedro Aznar)
2. Despedida – 4:12 (Shakira, Pedro Aznar)
3. Pienso en ti – 2:25 (Shakira)